# Hans Brodmerkel
Hans Brodmerkel (eigentlich Johann) (* 29. März 1887 in Burgebrach, Oberfranken; † 2. Februar 1932 in Bremen) war ein deutscher Politiker. Er war Mitbegründer der KPD, Vorsitzender des Arbeiter- und Soldatenrates in der Bremer Räterepublik und Abgeordneter der Bremischen Bürgerschaft.

## Biografie
Brodmerkel übersiedelte 1911 nach Bremen. Er war Schlachtermeister und arbeitete als selbständiger Schlachter. Ab 1912 war er Mitglied des Gauvorstandes des Zentralverbandes der Fleischer in Bremen. Vor 1914 war er Mitglied der SPD und während des Ersten Weltkrieges Vorsitzender der Bremer Verwaltungsstelle des Fleischerverbandes. Als Mitbegründer der Gruppe „Arbeiterpolitik“ und Funktionär der Bremer Linksradikalen wurde er im Juni 1916 wegen Verbreitung illegaler Flugschriften kurzzeitig inhaftiert. Brodmerkel war Delegierter der Bremer Linksradikalen auf dem USPD-Gründungsparteitag im April 1917 in Gotha. Er war Mitglied der Kommission zur Gründung einer linksradikalen Partei im Juli/August 1917 in Berlin und wurde 1918 Mitglied der Internationalen Kommunisten Deutschlands. Er war Delegierter auf dem Gründungsparteitag der KPD (30. Dezember 1918 – 1. Januar 1919) in Berlin. 
Nach der Novemberrevolution war Brodmerkel zunächst Zweiter Vorsitzender des Aktionsausschusses und ab 1919 Vorsitzender des Arbeiter- und Soldatenrates in der Bremer Räterepublik. 1923 wurde er für die KPD als Abgeordneter in die Bremische Bürgerschaft gewählt. Nachdem im Mai 1924 Eugen Eppstein von den Ultralinken in der KPD-Parteizentrale als neuer Bezirksleiter eingesetzt worden war, kam es zu heftigen Auseinandersetzungen in der Bremer KPD. Anfang 1925 wurde Brodmerkel zusammen mit Adolf Ehlers und Wilhelm Deisen als „Rechter“ aus der KPD ausgeschlossen, Ende 1925 wurde er jedoch wieder in die KPD aufgenommen. Nach erneutem Ausschluss im Jahre 1929 trat Brodmerkel zur KPO über.
Brodmerkel war verheiratet; das Paar hatte auf jeden Fall 3 Kinder, wovon 2 bereits im Kindesalter starben. Seine letzte Ruhestätte fand Brodmerkel auf dem Waller Friedhof in Bremen.